# بيترسون جوزيف
بيترسون جوزيف (بالفرنسية: Peterson Joseph)‏ (24 أبريل 1990 ببورت أو برانس في هايتي - ) هو لاعب كرة قدم هايتي في مركز الوسط. شارك مع منتخب هايتي لكرة القدم. أما مع النوادي، فقد لعب مع سبورتينغ براغا وسبورتينغ كانساس سيتي ونادي فيزيلا وAigle Noir AC ‏.

## وصلات خارجية
- بيترسون جوزيف على موقع الاتحاد الأوربي (الإنجليزية)
- بيترسون جوزيف على موقع الدوري الأمريكي (الإنجليزية)
- بيترسون جوزيف على موقع قاعدة بيانات كرة القدم.إي يو (الإنجليزية)
- بيترسون جوزيف على موقع ناشيونال فوتبول تيمز (الإنجليزية)
- بيترسون جوزيف على موقع Soccerway.com (الإنجليزية)